# Causidico
Causidico è un termine usato nei secoli XI e XII per indicare l'esperto di diritto, l'avvocato o il giudice di corte feudale, signorile o della curia vescovile. Spesso il causidico era imparentato con uomini di particolare rilievo nella vita della città, i quali erano interessati attivamente alle faccende politiche, ed egli a questi prestava assistenza. A partire dalla fine del secolo XIII il causidico specializzò la propria competenza e divenne rappresentante in causa delle parti.